# 샤바크인
샤바크인(아랍어: الشبك al-Shabak[*], 쿠르드어: شەبەک Şebek)은 이라크 니나와주에 사는 민족종교집단이다. 전통적으로 고라니어의 샤바키 방언을 사용한다.
이들의 조상은 14세기 초 쿠르드 신비주의자 사피 앗딘 아르다빌리가 창립한 사파비 종단의 추종자들이었다고 전해진다. 부이루크(Buyruk) 또는 모범적 행위의 책(Kitab al-Manaqib)이라고 불리는 투크르멘어로 쓰인 독자적 종교 문헌을 가지고 있다.
쿠르드인과 별개의 민족 정체성을 가지고 있지만 간혹 쿠르드인의 일파로도 여겨진다. 일부 쿠르드 부족 구성원들은 샤바크인과 섞여 살아 샤바크인으로 잘못 여겨지기도 한다. 이들은 스스로를 시아파 무슬림으로 생각하며, 종교 생활에는 수피즘의 요소와 이들 종파만의 영적 개념이 혼합되어 있다.
1987년 인구조사 이후 이라크 정부의 쿠르드족 탄압에 휘말려 추방과 강제동화, 학살의 피해를 입었다. 이때 수니파 샤바크들이 스스로를 쿠르드인으로 정체화하면서 시아파 샤바크들만이 스스로를 샤바크로 정체화하게 되었으나, 이들도 지금은 쿠르드인으로 동화되어 가는 추세이다.

## 같이 보기
- 야지디인